# Krunkel

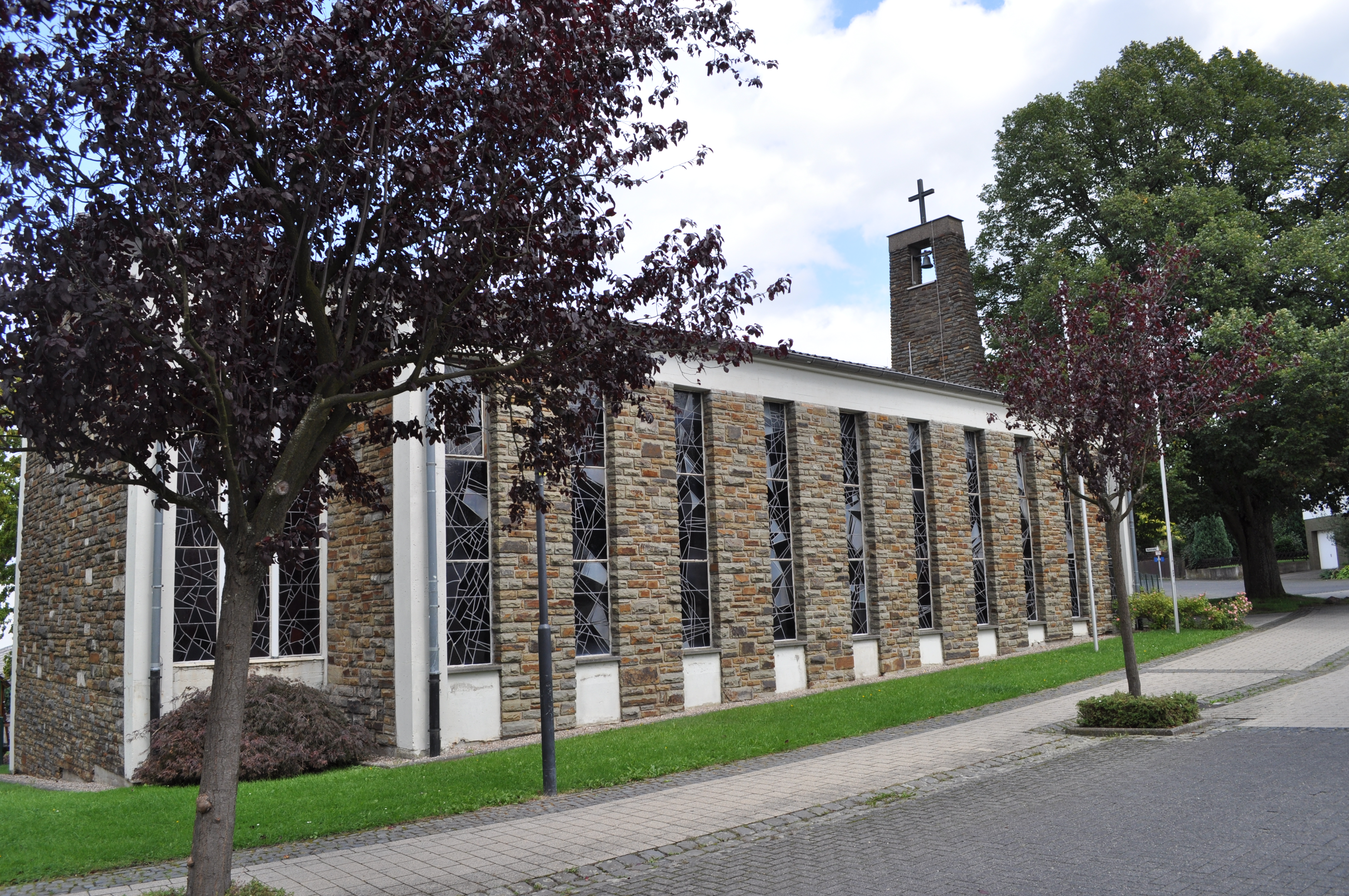
Kirche

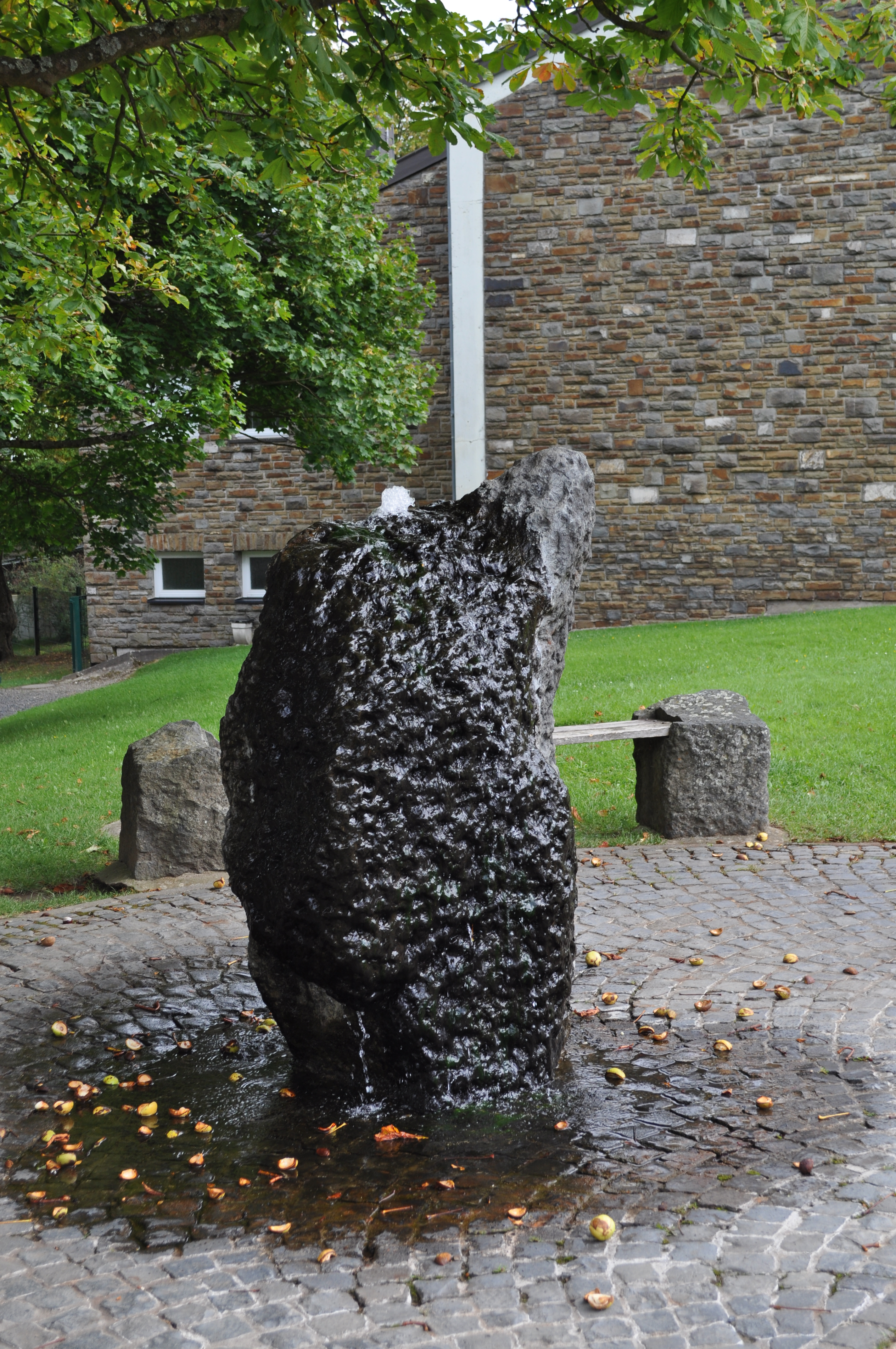
Brunnen

Krunkel ist eine Ortsgemeinde im Landkreis Altenkirchen (Westerwald) in Rheinland-Pfalz. Sie gehört der Verbandsgemeinde Altenkirchen-Flammersfeld an.

## Geographie
Krunkel liegt nahe der Bundesautobahn 3 und ist nur wenige km von der Autobahn-Abfahrt Neuwied/Altenkirchen entfernt.
Ein an der A 3 gelegener Rastplatz (Frankfurt Richtung Köln zwischen den Anschlussstellen Neuwied/Altenkirchen und Neustadt (Wied)) ist nach dem Ortsteil Epgert benannt.
Die Gemeinde besteht aus den beiden Ortsteilen Krunkel und Epgert.

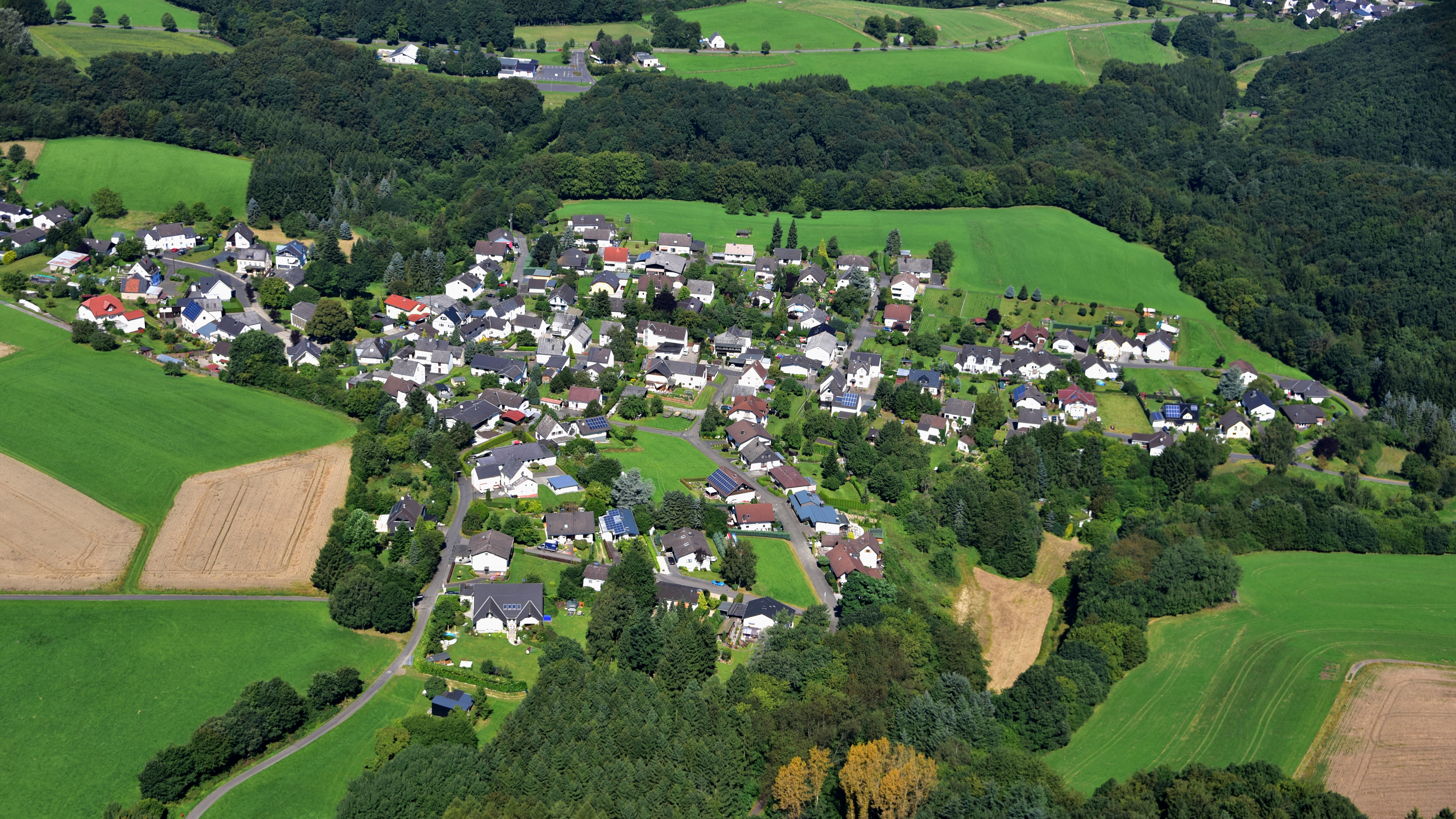
Krunkel, Luftaufnahme (2016)

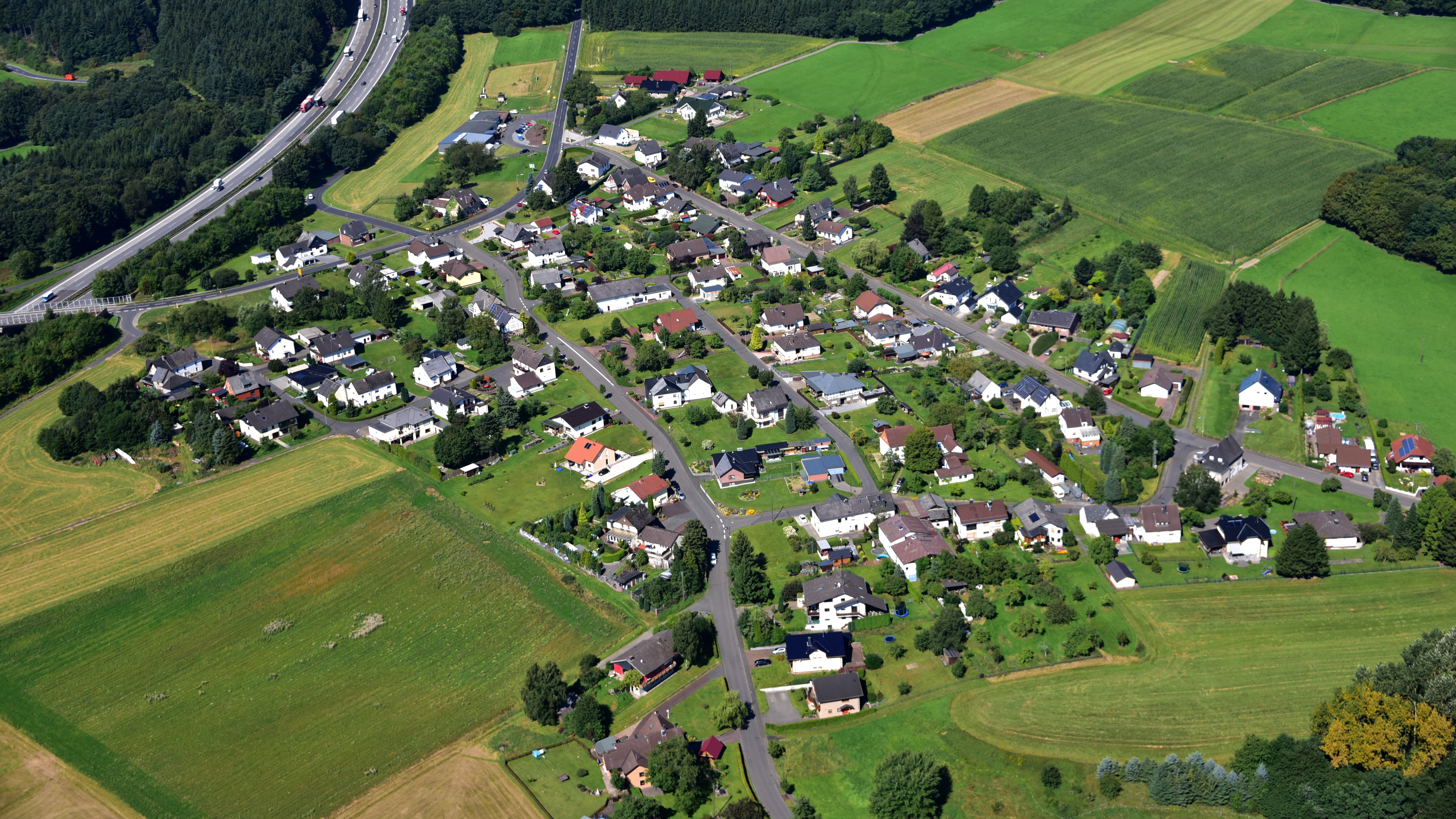
Epgert, Luftaufnahme (2016)

## Geschichte
Forschungen zur Bergbaugeschichte Krunkels ergaben, dass vor Ort schon seit 940 Eisenerz verhüttet wurde. Erstmals urkundlich erwähnt wurde Krunkel am 2. Mai 1354 als Cranwinkil. Im Jahr 1715 bestand der Ort aus zehn Feuerstellen.
Bis zum Beginn des 19. Jahrhunderts gehörte Krunkel zum Amt Herschbach im Kurfürstentum Trier. Aufgrund des Reichsdeputationshauptschlusses kam das Gebiet 1803 zum Fürstentum Nassau-Weilburg, 1806 nach dessen Beitritt zum Rheinbund zum Herzogtum Nassau und 1815 nach dem Wiener Kongress zum Königreich Preußen. Unter der neu eingerichteten preußischen Verwaltung wurde Krunkel 1816 der Bürgermeisterei Flammersfeld im Kreis Altenkirchen, Regierungsbezirk Koblenz, zugeordnet und gehörte von 1822 zur Rheinprovinz.
Am 1. April 1939 wurde die bis dahin eigenständige Gemeinde Epgert nach Krunkel eingemeindet.
Bevölkerungsentwicklung
Die Entwicklung der Einwohnerzahl von Krunkel, die Werte von 1871 bis 1987 beruhen auf Volkszählungen:
| Jahr | Einwohner |
| 1815 | 168       |
| 1835 | 226       |
| 1871 | 248       |
| 1905 | 300       |
| 1939 | 331       |
| 1950 | 331       |

| Jahr | Einwohner |
| 1961 | 366       |
| 1970 | 444       |
| 1987 | 468       |
| 1997 | 603       |
| 2005 | 687       |
| 2023 | 590       |

## Politik

### Gemeinderat
Der Gemeinderat in Krunkel besteht aus zwölf Ratsmitgliedern, die bei der Kommunalwahl am 9. Juni 2024 in einer Mehrheitswahl gewählt wurden, und dem ehrenamtlichen Ortsbürgermeister als Vorsitzendem.

### Bürgermeister
Thomas Schug wurde Anfang September 2022 Ortsbürgermeister von Krunkel. Durch die Wahl des bisherigen Ersten Beigeordneten wurde eine einjährige Vakanz beendet, die mit der Amtsniederlegung des bisherigen Ortsbürgermeisters entstanden war, weil für eine am 26. September 2021 angesetzte Direktwahl kein Wahlvorschlag für die Nachfolge eingereicht wurde. Bei der Direktwahl am 9. Juni 2024 wurde Schug als einziger Bewerber mit 94,5 % für weitere fünf Jahre wiedergewählt.
Schugs Vorgänger Werner Eul hatte das Amt im Frühjahr 2013 von Richard Lysun übernommen. Zuletzt bei der Direktwahl am 26. Mai 2019 war Eul für weitere fünf Jahre in seinem Amt bestätigt worden. Er legte es jedoch Ende September 2021 vorzeitig nieder, womit eine Neuwahl erforderlich wurde.

## Sport
Der ortsansässige Verein ist die SG Epgert-Obersteinebach-Krunkel.

## Wirtschaft und Infrastruktur
Krunkel verfügt über ein größeres Industriegebiet, in dem u. a. eine Verleihfirma für amerikanische Militärfahrzeuge besteht.